# اوهیمه
اوهیمه (به ژاپنی: 小姫 おひめ) (تولد ۱۵۸۵ – مرگ ۱۵۹۱ میلادی) دختر ارشد اودا نوبوکاتسو (دومین پسر اودا نوبوناگا) و همسر اصلی توکوگاوا هیده‌تادا بود. او فرزند خواندهٔ تویوتومی هیده‌یوشی بود و به دلایل سیاسی و به جهت پیوند بین دو خاندان تویوتومی و توکوگاوا، در سن ۶ سالگی به ازدواج توکوگاوا هیده‌تادا درآمد که در آن زمان دوازده سال داشت. اوهیمه در سن ۷ سالگی درگذشت.